# La Corona de Aragón
La Corona de Aragón fou un diari barceloní en castellà del segle xix. Fundat l'1 de novembre de 1854 per Víctor Balaguer. Des de les seues pàgines, el poeta i polític català Víctor Balaguer defensà la reunificació dels antics territoris de la Corona d'Aragó. L'11 de setembre de 1857 el títol fou reduït a «La Corona». Es fusionà el 28 de juliol de 1868 amb «Crónica de Cataluña» tot conservant el nom fins al 29 de setembre del mateix any.